# Shivneri

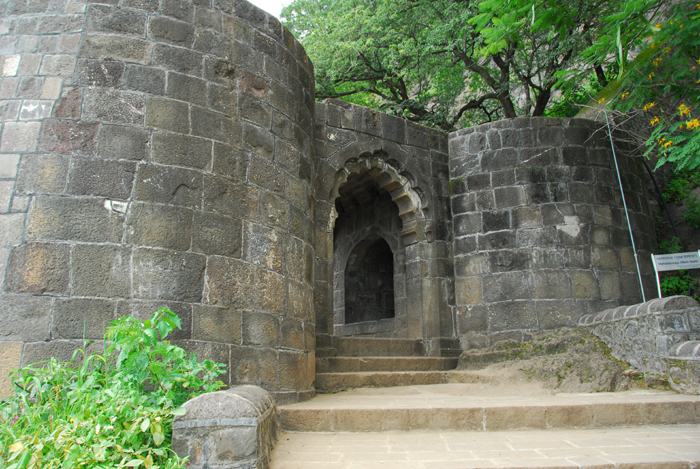
Porta principal del Fort Shivneri

El Fort Shivneri és una fortalesa militar històrtica prop de Junnar. És el lloc de naixement de Shivaji.
Shahaji, pare de Shivaji, va ser un general de l'exèrcit d'Adil Shah, Soldà de Bijapur. Estava preocupat per la seguretat de la dona Jijabai durant el seu embaràs donat que estaven en plena guerra. Per aquesta raó va traslladar a la seva família al Fort Shivneri. Shivneri és un lloc molt fàcil de defensar, amb roques abruptes pels quatre costats i una ciutadella fortament construïda. Shivaji va néixer al fort el 19 de febrer de 1630, i hi va passar la seva infància. Dins del fort hi ha un petit temple dedicat a la deessa Shivai Devi, de la que Shivaji va rebre el seu nom. Hi ha estàtues de Jijabai i del jove Shivaji. Al centre del fort hi ha una bassa anomenada Badami Talav. Les estàtues de Jijabai i del jove Shivaji, es troben al sud de Badami Talav. Al fort hi ha dues fonts d'aigua, és a dir, Ganga-Jamumna, que brollen aigua durant tot l'any. A dos quilòmetres del fort hi ha les coves Lenyadri que són un dels temples Ashtavinayaka de Maharastra.